# Zmorsznik zielony
Zmorsznik zielony (Lepturobosca virens) – gatunek chrząszcza z rodziny kózkowatych. W Polsce występuje w południowej części kraju, na kilku stanowiskach w Nizinie Wielkopolsko-Kujawskiej oraz w Puszczy Białowieskiej. Larwy żerują w martwym drewnie świerków, sosen bądź jodeł.